# Українська євангельська церква
Союз вільних церков християн євангельської віри України (СВЦ ХЄВ України) - п'ятидесятницька церква, що відраховує свій початок від проповіді Івана Воронаєва в Одесі. Згідно повідомлення на офіційному сайті 29 серпня 2017 року змінила назву на «Українська Вільна Церква Християн Євангельської Віри» (УВЦХЄВ). У березні 2019 року назву змінено на "Українська Євангельська Церква".
Українська Євангельська Церква є постійним членом Всеукраїнської Ради Церков і релігійних організацій та Ради Євангельських Протестантських Церков України

## Історична довідка
На початку 20 ст. на території сучасної України виникло два рухи п’ятидесятників. Перший був заснований у 1929 р. на західних землях України, які належали в ті часи Польщі. Сьогодні цей рух об'єднується у Всеукраїнський Союз Церков християн віри євангельської-п'ятидесятників.
Історія Союзу вільних церков ХЄВ починається в Одесі, де в 1922 р. була відкрита п’ятидесятницька церква, яка дуже скоро зросла до 370 членів. У 20-х роках, завдяки лідеру Івану Воронаєву, цей рух поширився в Одесі, Вінниці, Дніпропетровську, Києві та інших областях України. В 1924-1925 рр. в Одесі було сформовано Союз, а Іван Воронаєв був обраний старшим пресвітером.
У 1927 р. Союз мав 400 церков з більше ніж 20 тис. віруючих. Головна церква в Одесі нараховувала більше ніж 500 осіб. У 1927 р. Союз було офіційно зареєстровано радянською владою. Проте у 1930-х роках політичний курс радянської влади змінився, і всі релігійні організації були заборонені. У 1930-1944 рр. був час великого переслідування.
У 1944 р. радянська влада дозволила організувати та офіційно зареєструвати Союз ЄХБ. Багато п’ятидесятницьких церков приєдналися до цього баптистського союзу, щоб запобігти переслідуванням.
Під час перебудови п’ятидесятницькі церкви почали обговорювати можливість заснування свого власного союзу. Як результат, 22 листопада 1990 року був заснований Союз вільних церков християн євангельської віри України.
На сьогодні Союз вільних церков християн євангельської віри України нараховує 170 громад, 3 духовні навчальні заклади, в яких навчається 230 слухачів, 98 недільних шкіл. Духовним життям церкви опікується 190 священнослужителів.

## Старші Єпископи Церкви
- Зайцев Олександр Володимирович - з 23 липня 2020 року
- Райчинець Василь Федорович –  з 1995 по 2020 рік
- Глуховський Володимир Сергійович - з 1991 по 1995 рік

## Рада церкви
- Зайцев Олександр Володимирович - Старший єпископ
- Русин Іван Іванович - заступник Старшого єпископа
- Булах Дмитро Андрійович – єпископ Київського об'єднання
- Бондаренко Андрій Анатолійович – Єпископ Луганського об'єднання
- Гнаткович Іван Йосипович – Єпископ Закарпатського об'єднання
- Лагутін Юрій Михайлович – Єпископ Павлоградського об'єднання
- Хабаров Володимир Васильович – Єпископ Тернопільського об’єднання
- Луговський Олег Анатолійович – Єпископ Дніпропетровського об'єднання
- Музика Юрій Степанович – Єпископ Івано-Франківського об’єднання
- Глушко Олександр Володимирович – Єпископ Кримського об'єднання
- Смоляр Сергій Анатолійович – Єпископ Херсонського об'єднання
- Райчинець Анатолій Васильович – Відділ зовнішніх відносин
- Валуєв Генадій Макарович – Відповідальний за відділ військового капеланства
- Лемак Іван Іванович - Старший пастор Сумської області
- Дувалка Юрій Юрійович - Відповідальний за молодіжний відділ

## Церковні громади - члени Церкви
- Євангельська церква «Благодать» – м. Київ – www.blagodat.in.ua
- Київська християнська євангельська церква "Голгофа" – м. Київ – www.golgofa.kiev.ua
- Церква «Христа Спасителя» – м. Донецьк – www.spasitel.org
- Церква "Етнос" - м. Тернопіль - http://www.ethnos.com.ua

## Навчальні заклади Союзу
Українська євангельська теологічна семінарія (УЄТС)